# Psexoanálisis
Psexoanálisis es una película de Argentina filmada en colores dirigida por Héctor Olivera sobre el guion de Gius según el argumento de Héctor Olivera y cuentos de Máximo Lafart y Susana Lugones que se estrenó el 19 de junio de 1968 y tuvo como protagonistas a Norman Briski, Jorge Barreiro, Elsa Daniel y Libertad Leblanc. La escenografía a cargo de Oscar Lagomarsino y Edgardo Giménez. También colaboraron en la provisión de pinturas y objetos Josefina Robirosa y Rogelio Polesello

## Síntesis
Un aprovechador se hace pasar por psicoanalista para conquistar mujeres con traumas sexuales.

## Reparto
Participaron del filme los siguientes intérpretes:
- Norman Briski como Dr. Sigmundo
- Jorge Barreiro
- Elsa Daniel
- Libertad Leblanc
- Malvina Pastorino como Penélope
- Enzo Viena
- Pepe Soriano como Trifón
- Soledad Silveyra como Lolita
- Julio De Grazia
- Juana Hidalgo
- Nelly Prono
- Fabiana Gavel
- David Tonelli
- Jorge Cano
- Mario Savino
- Jorge Grancen
- Carlos Serafino
- Ademar De Gastaldi
- Nya Quesada como Vecina chusma
- Mabel Pesen como Recepcionista del Dr. Sigmundo
- Reina del Carmen
- Ana Matilde
- Susy Marco
- Martha Roldán
- Héctor Pellegrini
- Florencio Marchelli como Jorge Barreiro de bebé

## Comentarios
La Prensa escribió:

”Olivera ha sabido emplear el color con inteligencia y buen gusto, pero allí terminan sus méritos, pues el film es soez, abundan en él los chistes burdos, y como director de intérpretes consigue que actores de jerarquía…parezcan malos.”

La Razón dijo:

”La escenografía pop-op-psicodélica por momentos se le va de las manos…en la dirección de actores, en cambio, nunca pierde el comando.”

Panorama opinó:

”Documenta el debut de Héctor Olivera como director cinematográfico, y revela en él un hombre inquieto por experimentar con fórmulas narrativas. Con el tiempo, el film podrá constituir un documento de su época, un inventario de lo que un sector de Buenos Aires, hacia 1968, pudo considerar lindo, interesante, prestigioso y hasta artístico.”